# Гальтеллі
Гальтеллі, Ґальтеллі (італ. Galtellì, сард. Garteddì) — муніципалітет в Італії, у регіоні Сардинія,  провінція Нуоро.
Гальтеллі розташоване на відстані близько 300 км на південний захід від Рима, 140 км на північ від Кальярі, 26 км на схід від Нуоро.
Населення — 2500 осіб (2014).
Щорічний фестиваль відбувається 3 травня. Покровитель — SS. Crocifisso.

## Демографія
Населення за роками:

Станом на 1 січня 2023 року в муніципалітеті офіційно проживало 15 іноземців з 9 країн, серед них 9 громадян країн Євросоюзу.

## Сусідні муніципалітети
- Доргалі
- Ірголі
- Локулі
- Лула
- Оніфаї
- Орозеї